# Melpomene plesia
Melpomene plesia là một loài nhện trong họ Agelenidae.
Loài này thuộc chi Melpomene. Melpomene plesia được Ralph Vary Chamberlin & Wilton Ivie miêu tả năm 1942.